# Atentado no Cairo em 2016
Em 11 de dezembro de 2016, uma explosão dentro da Igreja de São Pedro e São Paulo, ao lado da Catedral Ortodoxa Copta de São Marcos, sede do Papa da Igreja Ortodoxa Copta, no distrito Abbasia, na cidade do Cairo, capital do Egito, deixou 25 mortos. Nenhum grupo reivindicou a responsabilidade pelo atentado terrorista. Foi a primeira vez que esta igreja foi bombardeada.

## Incidente e investigação
A explosão ocorreu em torno das 10h00 no horário local no distrito de Abbasia, Cairo. A Catedral de São Marcos é a instituição copta mais segura do país e é constantemente patrulhada por pessoal de segurança. Dado que a maioria das vítimas eram mulheres e crianças, houve especulação da mídia de que a agressora era uma mulher. A agência de notícias MENA informou que um assaltante plantou um dispositivo em uma capela perto das instalações da igreja. As autoridades de segurança não tinham certeza se o "homem-bomba" era um homem ou uma mulher, ou se era um atentado suicida ou um dispositivo ativado remotamente, o que, segundo eles, seria grande.